# Thorvaldsensgade
Thorvaldsensgade i Aarhus er navngivet i 1899 efter den verdensberømte danske billedhugger Bertel Thorvaldsen (1768-1844). Mødet med antikkens kunst i Rom skabte grundlaget for hans anseelse som én af nyklassicismens største billedhuggere. Udførte mange portrætter af europæiske fyrster og fyrstinder, kunstnere og forfattere.
Thorvaldsens Museum i København rummer en stor samling af hans kunstværker, men et par af hans meget betydningsfulde værker som Kristus og De Tolv Apostle befinder sig i Københavns Domkirke.
I Mølleengen tæt ved gaden i Aarhus, findes en navnegruppe med danske kunstnere.